# Peanut Butter Wolf
Peanut Butter Wolf, pseudonimo di Chris Manak (San Jose, 8 ottobre 1969), è un disc jockey, beatmaker e produttore discografico statunitense.

## Biografia
Attivo come produttore dal 1989, anno in cui produsse "You Can't Swing This", per i Lyrical Prophecy, nel 1990 inizia a collaborare con Charizma. Presto vengono notati dall'etichetta discografica Hollywood Basic, divisione della Disney.
Nonostante avessero registrato un intero album, per molti anni non uscì, finché, nel 1993, il gruppo lasciò l'etichetta a causa della scarsa libertà artistica, dopo aver realizzato solo un demo su cassetta del singolo "Red Light, Green Light". Lo stesso anno Charizma morì in circostanze tragiche.
Pur senza un mc per cui produrre Peanut Butter Wolf continua a fare musica. Fa uscire "The Chronicles", all'interno di quel  Return of the DJ, Vol. 1, una compilation e collezione di beat, ormai divenuta un classico,  per la serie 'Peanut Butter Breaks'. Return of the DJ viene considerato come il primo album all-DJ, un importante aiuto nel lanciare le carriere di artisti come DJ Qbert, Cut Chemist, DJ Z-Trip e molti altri.
Nel 1996, Peanut Butter Wolf dà vita alla Stones Throw Records, producendo suo primo singolo, My World Premiere, in collaborazione con Charizma.
Il 1999 è l'anno del primo disco solista di Peanut Butter Wolf, per la Stones Throw Records, dal titolo My Vinyl Weighs a Ton.  Da questo momento in poi il dj limiterà molto la sua produzione musicale, concentrandosi sul djing e sul lavoro di produttore esecutivo dell'etichetta, realizzando vari progetti, tra cui quelli di Madlib.
Nel 2000, a seguito dell'accresciuto interesse intorno all'etichetta discografica, dovuto alla produzione dei dischi di Quasimoto, Yesterdays New Quintet, Jaylib (J Dilla e Madlib) e Madvillain (MF Doom e Madlib), la Stones Throw si è allargata, iniziando a produrre anche dischi funk, ristampe di vecchi dischi hip hop e musica elettronica e sperimentale. Nel 2006 Peanut Butter Wolf ha presentato Chrome Children, un CD/DVD realizzato in collaborazione con  Adult Swim.

## Discografia

### Album
- 1994 - Peanut Butter Breaks, LP, Upstairs Records
- 1998 - Styles, Crews, Flows, Beats
- 1999 - My Vinyl Weighs a Ton
- 2003 - Big Shots

### Presented by
- 2002 - Peanut Butter Wolf's Jukebox 45's, CD/LP,  Stones Throw Records
- 2006 - Chrome Children, CD-DVD/LP, Stones Throw
- 2007 - Chrome Children Vol. 2, CD, Stones Throw
- 2007 - B-Ball Zombie War, CD/LP, Stones Throw Records

### Mixtape
- 2002 - Fusion Beats CD, LP
- 2003 - Badmeaningood Vol.3
- 2006 - 666 Mix CD
- 2006 - Chrome Mix CD
- 2007 - Zombie Playoffs CD
- 2007 - Ladies First CD